# Eduardo Rodríguez Cabezas
Eduardo Rodríguez Cabezas (1884-1947) —conocido por el pseudónimo Dubois— fue un fotógrafo español.

## Biografía
Realizó estudios de pintura en la Academia de Bellas Artes de Sevilla. Posteriormente se iniciaría en la fotografía de la mano de Manuel Compañy, pasando una etapa de formación en el estudio de Compañy en Madrid. Posteriormente regresó a Sevilla, donde realizó la mayor parte de su carrera profesional. Llegó a trabajar como corresponsal gráfico de las revistas Nuevo Mundo y Mundo Gráfico de Madrid, La Prensa de Buenos Aires, el Daily Mirror de Londres y La Unión de Sevilla.
En 1909 fundó una revista fotográfica, Siluetas, de la que fue director. Se calcula que Rodríguez Cabezas realizó unas 120000 fotografías a lo largo de su vida.